# Sjenina
Sjenina (cyr. Сјенина) – wieś w Bośni i Hercegowinie, w Republice Serbskiej, w mieście Doboj. W 2013 roku liczyła 1028 mieszkańców.